# Katharine Cook Briggs
Katharine Cook Briggs (1875. – 1968.) je sa svojom kćerkom Isabel Briggs Myers, sukreatorica popisa tipova ličnosti poznatoga kao Myers-Briggs Type Indicator (MBTI).

## Rani život

### Obiteljski život
Katharine Cook Briggs rođena je 1875. godine u obitelji koja je pridonijela edukaciji za žene tako i za muškarce. Njezin otac bio je profesor na University of Michigan, ranije poznatom kao poljoprivredni fakultet u Michiganu. Nakon što je završila fakultet, udala se za Lyman James Briggs-a, fizičara i direktora ureda za standarde u Washington D.C.-u. 18. listopada 1897. Katharine je rodila Isabel Briggs Myers, njihovo jedino dijete koje je preživio djetinjstvo. Odgajajući Isabel razvila je mnoge teorije o pravim načinima kako podići dijete. Odvela je svoju kćer iz tradicionalnog školovanja, dovela je kući i potaknula na čitanje i pisanje o bilo kojoj zanimljivoj temi. Katharinina zainteresiranost za tipove ličnosti je porasla kada je njezina kći upoznala Clarence "Chief" Myers-a za kojega se udala. Katharina je osjećala da je “Chief” drugačiji od ostatka obitelji. Kako bi zadržala vezu s kćerkom, Briggs je nastojala bolje razumjeti Myersove i njezine razlike koristeći ono što je znala o tipovima ličnosti.

### Obrazovanje
Briggs je učila od svoga oca kod kuće. Tvrdila je da se ne sjeća tko ju je naučio pisati, te da su je naučili to dosta loše. Nikada nije pohađala formalne škole sve dok nije otišla na fakultet u dobi od četrnaest godina. Briggs je zaradila visok stupanj obrazovanja u poljoprivredi i postala poznati akademik tijekom vremena kada se krivo vjerovalo da ženama previše obrazovanja nanosi štetu njihovim reproduktivnim sposobnostima. Nakon fakulteta bila je nastavnik, a odani čitatelj i pisac tijekom cijeloga života.

## Rana istraživanja
Briggs je proučavala istraživanja suvremene dječje obrazovne i socijalne razvojne teorije. Stvorila je test zvanja za djecu. Vidjela je to kao ključ za budućnost djeteta, njegovu sreću i blagostanje. Njezina prva istraživanja dovela su je da 1917. identificira 4 glavna tipa ličnosti: meditativni tip, spontani tip, izvršni tip i društveni tip, koji su kasnije razvijeni u MBTI nazive Ixxx, ExxP, ExTJ i ExFJ. . Međutim, istražujući djela raznih filozofa, znanstvenika i psihologa, nije bila u stanju identificirati jednu konačnu teoriju o ličnosti koja bi obuhvaćala sve aspekte. Zbog nedostatka nalaza, odlučila je početi razvijati vlastitu teoriju.

### Radovi
Pisala je eseje o odgoju i obrazovanju, vjerujući da djeca imaju urođenu znatiželju i da je obrazovanje ono što potiče ovaj prirodni instinkt. Briggsovo rano zanimanje za tipove ličnosti procvjetalo je njezinim pokušajima pisanja fikcija. Kako bi stvorila bogatije likove za pisanje svoje fikcije, pokušala je razumjeti detalje ljudske ličnosti i ponašanja. Njezina prva dva članka objavljena su u časopisu "New Republic ". Prvi „Meet Yourself Using the Personality Paint Box” objavljen je 1926, a drugi „Up From Barbarism” 1928.godine. Oba su raspravljala o Jungovoj teoriji.

### Isabelino sudjelovanje
1923. godine Briggs je pročitala rad Carla Junga i predstavila ga svojoj kćeri. Njegova teorija je usmjerena na urođene razlike među ljudima u pogledu njihovih odluka i njihovog unosa informacija. Nakon čitanja C.G. Junga Psihološke vrste, Briggs je odbacila svoju izgradnju teorije ličnosti i počela se dublje usredotočivati na Jungove ideje. Isabel, koja je u početku bila nezainteresirana za istraživanje tipova, promijenila je mišljenje kada je našla posao koji je bio identificirati ljudima odgovarajuću vrstu posla za njihov karakter. Odlučila je udružiti snage s majkom. Katharine i Isabel su uvelike bile pod Jungovim utjecajem i odlučile su da njegove ideje mogu pomoći ljudima donositi bolje životne izbore i da predstave pojedinačne razlike u pozitivnom svjetlu. Otada su počele s dvadeset godišnjim proučavanjem tipova ličnosti.  Katherine i Isabel su 1945. godine uz pomoć Lyman Briggsa provele prvu procjenu na učenicima George Washington medicinske škole. U vrijeme Drugog svjetskog rata, Isabel je imajući u vidu rani rad svoje majke, stvorila test koji će pomoći u prepoznavanju odgovarajućeg posla osobama u ratu.

## Nasljeđe
Cijeli život od Briggs bio je posvećen isticanju Jungovih ideja i njihove primjene na načine koji bi mogli poboljšati život ljudi. Isabel je preuzela studij te je svojim, majčinim i Jungovim opažanjima uspjela pokrenuti izradu ankete za procjenu tipa ličnosti. Isabel je kasnije provela pola života, pokušavajući ostvariti viziju svoje majke. Briggs je prvenstveno bila pokretačka snaga i inspiracija za stvaranje MBTI-a, a Isabel je bila radna snaga koja je fizički stvorila sam test.

### MBTI
Briggs i njezina rana istraživanja tipa ličnosti bili su ključni u stvaranju jednog od najpoznatijih i najčešće korištenih pokazatelja ličnosti, Myers-Briggs Type Indicator. Danas se koristi u područjima koja su široka kao izvršni razvoj i bračno savjetovanje. Budući da je 1962. godine formalno dodan u kolekciju testova Educational Testing Service, procjenjuje se da je 50 milijuna ljudi riješilo MBTI. MBTI klasificira tipove ličnosti u četiri kategorije. Katharine i Isabel tvrdile su da se svi uklapaju u jednu od 16 mogućih kombinacija tipa ličnosti s dominantnom sklonosti u svakoj od četiri para. Okvir testa jedva se promijenio otkako ga je Briggs prvi put razvila. MBTI je kritiziran od strane nekih koji tvrde da je Briggs razvila procjenu u svom domu prije nego što je napravila opsežna znanstvena istraživanja umjesto obrnuto.